# Montséret
Montséret là một xã của Pháp, nằm ở tỉnh Aude trong vùng Occitanie.
Người dân địa phương trong tiếng Pháp gọi là Montsérétois.

## Hành chính
| Danh sách các xã trưởng |           |                               |      |         |
| Giai đoạn               | Giai đoạn | Tên                           | Đảng | Tư cách |
| 1944                    | 1974      | Noé Léo Hervé                 | PS   | -       |
| 1974                    | 1992      | tháng 3 nămérou Jean-Baptiste | PS   | -       |
| 1992                    | 1997      | Orts Arlette                  | PS   | -       |
| 1997                    | 2014      | Jalabert Jean-Luc             | PS   | -       |

## Thông tin nhân khẩu
| Năm | 1962 | 1968 | 1975 | 1982 | 1990 | 1999 |
| --- | ---- | ---- | ---- | ---- | ---- | ---- |
| Dân số | 351  | 360  | 308  | 306  | 347  | 410  |
| From the year 1968 on: No double counting—residents of multiple communes (e.g. students and military personnel) are counted only once. |      |      |      |      |      |      |